# Референдум по независимости Южной Родезии (1964)
Референдум по независимости Южной Родезии проводился 5 ноября 1964 года. Избиратели должны были одобрить объявление Южной Родезией независимости. В результате референдума подавляющее большинство (более 90%) высказалось за независимость при явке 61,9%. На следующий год правительство Яна Смита в односторонним порядке объявило о независимости Южной Родезии от Великобритании. Страна стала называться Родезия и просуществовала до 1979 года, однако она так и не была признана международным сообществом.

## Результаты
| Да или нет                           | Голосов | Процент  |
| ------------------------------------ | ------- | -------- |
| Да                                   | 58 176  | 90,51 %  |
| Нет                                  | 6 101   | 9,49 %   |
| Действительных голосов               | 65 242  | — %      |
| Недействительных голосов             | 965     | — %      |
| Всего голосов                        | 105 444 | 100,00 % |
| Явка                                 | 61,87 % | 61,87 %  |
| Электорат                            | —       | —        |
| Источник: African Elections Database |         |          |